# Chlorophorus adlbaueri
Chlorophorus adlbaueri là một loài bọ cánh cứng trong họ Cerambycidae.